# San Lorenzo, Malinaltepec
San Lorenzo är en ort i Mexiko.   Den ligger i kommunen Malinaltepec och delstaten Guerrero, i den sydöstra delen av landet, 260 km söder om huvudstaden Mexico City. San Lorenzo ligger 1 685 meter över havet och antalet invånare är 109.
Terrängen runt San Lorenzo är kuperad åt nordväst, men åt sydost är den bergig. Terrängen runt San Lorenzo sluttar västerut. Runt San Lorenzo är det ganska glesbefolkat, med 43 invånare per kvadratkilometer. Närmaste större samhälle är Malinaltepec, 13,1 km nordost om San Lorenzo. I omgivningarna runt San Lorenzo växer i huvudsak städsegrön lövskog.